# Thank you for calling
Thank you for calling је документарац који је изашао 2016. године. Режисер је Клаус Шајдштегер. Филм се састоји од пуно материјала из архиве, као и великог броја интервјуа са стручњацима и научницима.

## Тема филма
Тема овог филма су начини на који мобилна индустрија покушава да сакрије штетност зрачења ових уређаја. Поред тактика за сакривање ових битних информација, овај филм представља и борбу научника да истина угледа светлост дана. Од почетка је научницима било тешко да истражују све ово и они су били спречавани уместо да буду подстакнути. Овај филм се бави не само откривањем штетности по здравље, већ и питањем зашто рад научника уопште није доспео у јавност. На основу чињеница, као и занимљивих протагониста, овај филм открива тешку борбу научника за истином. У филму се чак каже да је њихова борба за откривање истине иста као борба Давида против Голијата.

## Позадина филма
Што се позадине филма тиче, у Бечу су студије које су потврђивале штетно дејство мобилних телефона фалсификоване. У тим студијама је чак доказано да зрачење ових уређаја може да изазове чак и рак, тј. пре свега да подстакне настанак ћелије рака које на крају резултирају тумором мозга. Све ово је инсценирано од стране мобилне индустрије, а то се не дешава само у Аустрији, већ и САД, где научницима постаје све теже да обављају свој посао.

## Наслов филма
Постоји и филм "Thank you for smoking", који говори о једном лобисти из дуванске индустрије. Овде се препознаје паралела са насловом филма Клауса Шајдштегера.

## Радња филма
Овим филмом се Клаус бацио у истраживање и при томе он прича причу о лобизму. Са једне стране се ту налазе економски интереси и правни ратови, а са друге стране стоји истина која треба да буде доступна сваком човеку. Ова индустрија је "too big to fail", као што каже и Џорџ Л. Карло, један од твораца овог филма. Промет произвођача мобилних телефона и читаве мобилне индустрије износи 17 билиона долара годишње. Дакле, овде се ради о једном гигантском бизнису са неограниченим средствима. Између осталог, ова средства се користе и за циљану дискредитацију независних научника, за чије студије се припадници мобилне индустрије старају да оне постану неверодостојне. Научници су суочени са мобингом, одузимањем научних пројеката, па чак и изолација у универзитетима, али сада је дошло њихово време јер су они, као слободни експерти, позвани на суд у Вашингтону, где је судија Фредерик Вајсберг 2014.године морао да одлучи o колективној оптужници против мобилне индустрије. Ову оптужницу је подигло неколико пацијената са тумором на мозгу, који тврде да имају јаке доказе да је зрачење мобилних телефона изазвало њихово обољење. То је процес који се вукао годинама и који је запослио читав низ адвоката. Филм хронолошки показује, почевши од 2005.године, интервју за интервјуом, а у филму се појављује и сам режисер. Са свим учесницима интервјуа, Шајдштегер је пријатељ, тако да не постоји никаква сумња које су симпатије режисера. Самим тим противници ових научника не долазе до речи. Дакле, то је борба великог броја Давида против једног моћног Голијата, који се од почетка служи различитим триковима и тактикама.
Овај филм не нуди никаква решења нити даје јасне одговоре, зато што није све тако једноставно као што се на први поглед чини, али подстиче на размишљање на основу свих чињеница изнесених у њему.

## Режисер
Клаус Шајдштегер рођен је 1954.у Хану у Немачкој. Завршио је студије новинарства на Универзитету у Дортмунду. Живео је четири године на југу Француске, где је радио као новинар и помоћник немачког писца Ролфа Палма. После тога је био репортер у Келну. Године 1981.био је аутор и копродуцент првог дугометражног документарног филма. Године 1985. оснива сопствену продукцијску фирму у Есену, са тежиштем на вестима и репортажама.
Рад филму "Thank you for calling" почиње још давне 2005.године. Из прве руке говори о читавој ситуацији јер је посећивао бројне лабораторије где се проучава зрачење телефона. Управо тиме показује колико се развила зависност од мобилних технологија од тада.
Још из 1994. са почетка развоја мобилне индустрије,  потиче још један његов филм под назвом "War game memorandum", у коме  једна америчка лобистичка агенција издаје тј. израђује детаљан план како да се они опходе према критичарима и научницима који указују на опасности овог бизниса.